# Gașpar, Edineț
Gașpar este un sat din raionul Edineț, Republica Moldova. Se află la nord-estul țării.

## Demografie

### Structura etnică
Structura etnică a satului conform recensământului populației din 2004:
| Grup etnic         | Populație | % Procentaj |
| ------------------ | --------- | ----------- |
| Moldoveni / Români | 943       | 70,64%      |
| Ucraineni          | 369       | 27,64%      |
| Ruși               | 21        | 1,57%       |
| Alții              | 2         | 0,15%       |
| Total              | 1335      | 100%        |

## Administrație și politică
Componența Consiliului local Gașpar (9 consilieri), ales la 5 noiembrie 2023, este următoarea:
|  | Partid                                       | Consilieri | Componență | Componență | Componență | Componență |
|  | -------------------------------------------- | ---------- | ---------- | ---------- | ---------- | ---------- |
|  | Partidul Socialiștilor din Republica Moldova | 4          |            |            |            |            |
|  | Partidul Liberal Democrat din Moldova        | 2          |            |            |            |            |
|  | Partidul Social Democrat European            | 1          |            |            |            |            |
|  | Platforma Demnitate și Adevăr                | 1          |            |            |            |            |
|  | Liga Orașelor și Comunelor                   | 1          |            |            |            |            |